# Alyssomyia quinquemaculata
Alyssomyia quinquemaculata är en tvåvingeart som beskrevs av Artigas 1973. Alyssomyia quinquemaculata ingår i släktet Alyssomyia och familjen rovflugor. Inga underarter finns listade i Catalogue of Life.